# Harvest Moon
Harvest Moon (jap. 牧場物語 – Bokujou Monogatari; znana także jako Farm Story) – seria konsolowych symulatorów życia rolnika, produkowanych przez Victor Entertainment Software (od 2003 filii Marvelous Entertainment). Harvest Moon opowiada o rolniku, który musi w wyznaczonym terminie zrobić z zaniedbanej farmy dobrze prosperujące gospodarstwo.

## Gry z serii
- Harvest Moon (1996) - Super Nintendo Entertainment System, Virtual Console
- Harvest Moon GB (1997) - GameBoy, GameBoy Color, 3DS Virtual Console
- Harvest Moon 64 (1998) - Nintendo 64, Virtual Console
- Harvest Moon 2 GBC (1999) - GameBoy Color, 3DS Virtual Console
- Harvest Moon: Back to Nature (1999) - PlayStation, PlayStation 3, PlayStation Portable
- Harvest Moon 3 GBC (2000) - GameBoy Color, 3DS Virtual Console
- Bokujō Monogatari Harvest Moon for Girl (2000) - PlayStation, PlayStation 3, PlayStation Portable
- Harvest Moon: Save the Homeland (2001) - PlayStation 2PlayStation, PlayStation 3
- Harvest Moon: Friends of Mineral Town (2003) - GameBoy Advance
- Harvest Moon: A Wonderful Life (2003) - GameCube, PlayStation 2
- Harvest Moon: More Friends of Mineral Town (for Girls) (2003) - GameBoy Advance
- Harvest Moon: Another Wonderful Life (2004) - GameCube
- Harvest Moon: A Wonderful Life Special Edition (2005) - PlayStation 2
- Harvest Moon: Magical Melody (2005) - GameCube
- Harvest Moon DS (2005) - Nintendo DS
- Harvest Moon: Boy & Girl (2005) - PlayStation Portable
- Harvest Moon DS Cute (2005) - Nintendo DS
- Harvest Moon: Innocent Life (2006) - PlayStation Portable
- Harvest Moon DS: Island of Happiness (2007) - Nintendo DS
- Harvest Moon: Tree of Tranquility (2007) - Nintendo Wii
- Innocent Life : A Futuristic Harvest Moon (2007) - PlayStation 2
- Puzzle De Harvest Moon (2007) - Nintendo DS
- Harvest Moon DS: Sunshine Islands (2008) - Nintendo DS
- Harvest Moon: Animal Parade (2008) - Nintendo Wii
- Harvest Moon DS: Grand Bazaar (2008) - Nintendo DS
- Harvest Moon: Hero of the Leaf Valley (2009) - PlayStation Portable
- Harvest Moon: The Tale of Two Towns (2010) - Nintendo DS, Nintendo 3DS
- Harvest Moon 3D: A New Beginning (2012) - Nintendo 3DS
- Story of Seasons (2014) - Nintendo 3DS
- Story of Seasons: Trio of Towns (2016) - Nintendo 3DS
- Story of Seasons: Friends of Mineral Town (2019) - Nintendo Switch, Microsoft Windows, PlayStation 4, Xbox One
- Story of Seasons: Pioneers of Olive Town (2021) - Nintendo Switch, Microsoft Windows, PlayStation 4